# Megachile holorhodura
Megachile holorhodura är en biart som först beskrevs av Cockerell 1933.  Megachile holorhodura ingår i släktet tapetserarbin, och familjen buksamlarbin. Inga underarter finns listade i Catalogue of Life.